# Sgùrr Fhuar-thuill
Der Sgùrr Fhuar-thuill ist ein 1.049 m (3.442 ft) hoher, als Munro eingestufter Berg in den schottischen Highlands. Sein gälischer Name kann in etwa mit Spitze des kalten Lochs oder Spitze der kalten Höhlung übersetzt werden. Der Gipfel liegt in einer weitgehend unbesiedelten Berglandschaft der Northwest Highlands im Strathfarrar Forest, etwa 40 Kilometer westlich von Inverness.
In der sich in Ost-West-Richtung zwischen dem südlich liegenden Glen Strathfarrar und dem nördlich benachbarten Glen Orrin erstreckenden Bergkette ist der Sgùrr Fhuar-thuill der zweithöchste von insgesamt vier Munros. Er besitzt einen in etwa in Ost-West-Richtung verlaufenden, überwiegend grasigen Gipfelgrat, auf dem östlich und westlich zwei weitere, aufgrund fehlender Schartenhöhe lediglich als Munro-Tops eingestufte Gipfel liegen. Alle drei Gipfel sehen sich aufgrund ihrer Gestalt als flache Kegel relativ ähnlich. Östlich führt der Grat über den 1.030 m (3.379 ft) Creag Ghorm a’ Bhealaich zum auf etwas über 900 m Höhe liegenden Bealach Toll Sgàile, an den sich östlich der Sgùrr a’ Choire Ghlais anschließt, mit 1.049 m (3.442 ft) der höchste Gipfel der Bergkette. Der 1.015 m (3.330 ft) hohe Sgùrr na Fearstaig liegt westlich des Hauptgipfels auf dem Grat, der sich von da nach Süden wendet und allmählich bis zum auf etwa 765 m liegenden Sattel Cadha Raineach ausläuft. Alle drei Gipfel besitzen kurze Grate nach Norden, die jeweils hochgelegene Kare umschließen, in denen jeweils kleine Lochs liegen. Die Nordostseite des Sgùrr Fhuar-thuill fällt dabei steil und felsdurchsetzt bis an die Ufer des Loch an Fhuar-thuill Mhòir ab. Die Südgrate des Creag Ghorm a’ Bhealaich und des Sgùrr na Fearstaig umschließen das weite, von der Südseite des Sgùrr Fhuar-thuill nach Norden abgeschlossene Toll a’ Mhuic, in dem der gleichnamige Loch Toll a’ Mhuic liegt. 

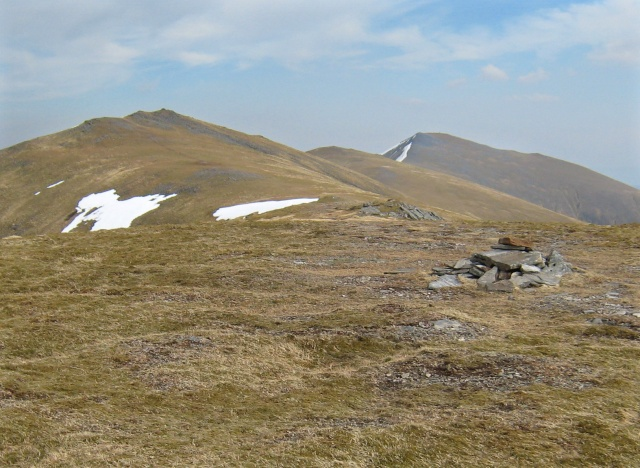
Der Sgùrr Fhuar-thuill vom westlichen Vorgipfel Sgùrr na Fearstaig gesehen, im Hintergrund der Sgùrr a’ Choire Ghlais, dazwischen fast verdeckt der Creag Ghorm a’ Bhealaich
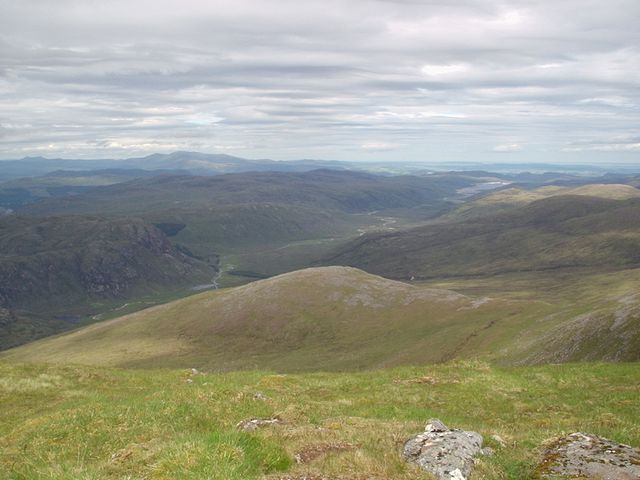
Blick vom Gipfel des Sgùrr Fhuar-thuill nach Nordosten in das Glen Orrin
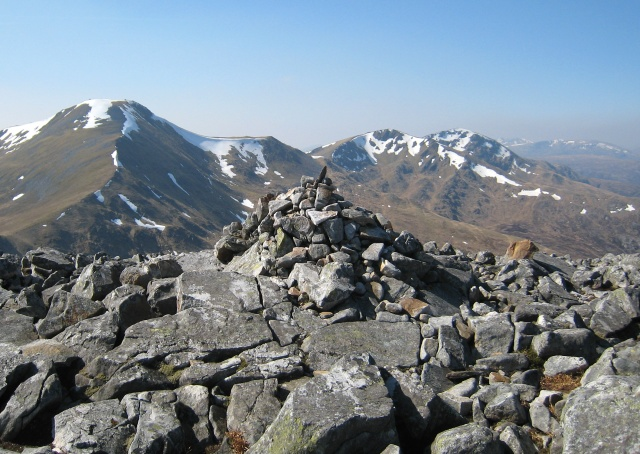
Blick vom Gipfel des Càrn nan Gobhar zum Sgùrr a’ Choire Ghlais (links), Creag Ghorm a’ Bhealaich (Mitte) und Sgùrr Fhuar-thuill (rechts)
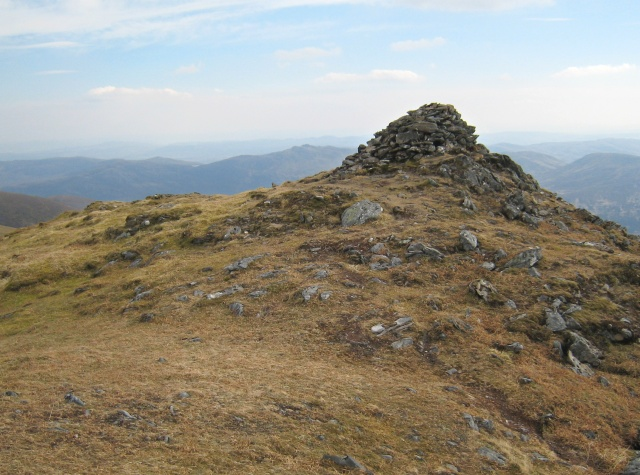
Der Gipfelcairn des Sgùrr Fhuar-thuill

Aufgrund der Lage weit abseits von Siedlungen und öffentlichen Straßen zählen die Munros im Strathfarrar Forest zu den am schwersten zugänglichen Munros. Erreichbar sind sie über eine private Fahrstraße im Glen Strathfarrar, auf der nur beschränkter öffentlicher Verkehr mit einer begrenzten Anzahl Pkw-Fahrten pro Tag erlaubt ist. Der Zustieg führt vom Parkplatz am Ende der Fahrstraße weiter entlang des River Farrar durch das Glen Strathfarrar bis zur Mündung des Allt Toll a' Mhuic und weiter in dieses Seitental. Am Talschluss führt ein Pfad durch die Südflanke des Sgùrr na Fearstaig bis zum Sattel zwischen diesem Gipfel und dem Sgùrr Fhuar-thuill und weiter zum Hauptgipfel. Viele Munro-Bagger besteigen den Berg im Zuge einer Rundtour über alle vier Munros der Bergkette, beginnend mit dem Sgùrr na Ruaidhe. Aus Richtung Norden kann der Sgùrr Fhuar-thuill ebenfalls bestiegen werden, allerdings sind hier noch deutlich längere Anmarschwege durch das Glen Orrin oder aus dem Strathconon erforderlich. 